# Dimitrowo (Kaliningrad, Moskauer Rajon)
Dimitrowo (russisch Димитрово, deutsch Ponarth und Schönbusch) ist ein Stadtteil der russischen Stadt Kaliningrad in der Oblast Kaliningrad. Er liegt im südlichen Stadtbezirk, dem Moskauer Rajon (Kaliningrad). In dem Stadtteil sind die ehemals selbständigen Orte Ponarth und Schönbusch vereinigt.

## Lage
Dimitrowo liegt im Süden Kaliningrads und ist vier Kilometer vom Stadtzentrum entfernt. Die russische Fernstraße A 194 (ehemalige deutsche Reichsstraße 1) führt im Westen vorbei, und die Bahnstrecke von Kaliningrad nach Mamonowo (Heiligenbeil) zur Weiterfahrt nach Polen trennt die beiden ehemaligen Ortsteile voneinander. Die nächste Bahnstation ist der Ostanowotschny punkt („Haltepunkt“) Kijewskaja, der vor 1945 den Namen Ponarth trug.

## Geschichte
Der ehemals Ponarth genannte Ort fand seine erste Erwähnung bereits im Jahre 1385. Zwischen 1874 und 1906 war der Ort namensgebend für den Amtsbezirk Ponarth, der zum Landkreis Königsberg (Preußen) im Regierungsbezirk Königsberg der preußischen Provinz Ostpreußen gehörte. Am 1. April 1905 wurde Ponarth in die Stadtgemeinde und den Stadtkreis Königsberg eingemeindet.
Das früher Schönbusch genannte Dorf war bis 1825 ein Gutsdorf. 1874 wurde Schönbusch in den Amtsbezirk Ponarth im Landkreis Königsberg (Preußen) und Regierungsbezirk Königsberg der Provinz Ostpreußen eingegliedert.
Schönbusch, das später durch seine Brauerei im Königsberger Bierreich von sich reden machte, wurde am 14. Oktober 1893 in die Landgemeinde Ponarth eingemeindet, mit der es 1906 zur Stadt Königsberg i. Pr. kam.
Ponarth und Schönbusch kamen mit der Stadt Königsberg 1945 zur Sowjetunion und erhielten 1946 die gemeinsame russische Bezeichnung „Dimitrowo“. Von 1947 gehörte Dimitrowo als Kaliningrader Stadtteil zum Baltischen Rajon, der 2009 in dem Moskauer Rajon aufging, der heute den Stadtbezirk südlich des Pregel (russisch: Pregolja) umfasst.

## Kirche
In Ponarth wie in Schönbusch war die überwiegende Mehrheit der Bevölkerung evangelischer Konfession. Die Ponarther Kirchengemeinde war 1905 aus der Haberberger Kirche hervorgegangen, deren 3. Pfarrstelle Ponarth zugeordnet war. Seither war Ponarth bis 1945 eine eigene Pfarrgemeinde mit zwei Pfarrstellen innerhalb des Kirchenkreises Königsberg-Stadt (ab 1912 „Stadtinspektion Königsberg“) innerhalb der Kirchenprovinz Ostpreußen der Kirche der Altpreußischen Union. Die letzten deutschen Geistliche waren die Pfarrer Gerhard Symanowski und Helmut Hildebrandt. Das kleine Dorf Schönbusch blieb trotz räumlicher Entfernung bis 1945 dem Kirchspiel Haffstrom (nicht mehr existenter Ort) zugeordnet und lag im Kirchenkreis Königsberg-Land I innerhalb der Kirchenprovinz Ostpreußen der Kirche der Altpreußischen Union. Der letzte deutsche Geistliche war Pfarrer Herbert Steinbach.
Heute liegt Dimitrowo im Einzugsgebiet der Kaliningrader Auferstehungskirche in der Propstei Kaliningrad der Evangelisch-lutherischen Kirche Europäisches Russland (ELKER).